# Jesusord
Jesusord är korta citat från Jesus utan någon sammanlänkande historieberättelse. Tvåkällshypotesen antar att det har funnits en källa Q med Jesu-ord, som båda Matteusevangeliet och Lukasevangeliet har använt. Det finns även Jesusord i apokryfa evangelier som Tomasevangeliet och agrafa hos tidiga kyrkofäder.
I vidsträckt bemärkelse används uttrycket "Logia Jesu" om alla Jesu ord, antingen de bevarats i kanoniska eller i apokryfiska skrifter.